# دوشان كوسياك
دوشان كوسياك (بالسلوفاكية: Dušan Kuciak) (مواليد 21 مايو 1985 في زيلينا) لاعب كرة قدم سلوفاكي يلعب حاليا لصالح نادي فاسلوي الروماني .

## روابط خارجية
- دوشان كوسياك على موقع الاتحاد الدولي (مؤرشف)  (الإنجليزية)
- دوشان كوسياك على موقع الاتحاد الأوربي (الإنجليزية)
- دوشان كوسياك على موقع إي إس بي إن إف سي (الإنجليزية)
- دوشان كوسياك على موقع قاعدة بيانات كرة القدم.إي يو (الإنجليزية)
- دوشان كوسياك على موقع ناشيونال فوتبول تيمز (الإنجليزية)
- دوشان كوسياك على موقع Soccerbase.com (لاعب) (الإنجليزية)
- دوشان كوسياك على موقع Soccerway.com (الإنجليزية)
- دوشان كوسياك على موقع عالم كرة القدم.نت (الإنجليزية)
- دوشان كوسياك على موقع AS.com (الإسبانية)